# Италия на зимних Олимпийских играх 2002
Результаты выступления сборной команды Италии на зимних Олимпийских играх 2002 года, проходивших в Солт-Лэйк-Сити, США. Честь страны защищали сто девять спортсменов, принимавшие участие в двенадцати видах спорта. В итоге сборная удостоилась тринадцати комплектов наград и в общекомандном зачёте заняла седьмое место.

## Медалисты

### Золото
- Даниэла Чеккарелли — горнолыжный спорт, супергигант.
- Стефания Бельмондо — лыжные гонки, масс-старт 15 км.
- Габриэлла Паруцци — лыжные гонки, 30 км.
- Армин Цоггелер — санный спорт, одиночки.

### Серебро
- Изольда Костнер — горнолыжный спорт, скоростной спуск.
- Стефания Бельмондо — лыжные гонки, 30 км.
- Джорджо Ди Чента, Фабио Май, Пьетро Пиллер Коттрер, Кристиан Дзордзи — лыжные гонки, эстафета 4х10 км.
- Микеле Антоньоли, Маурицио Карнино, Фабио Карта, Никола Франческина, Никола Родигари — шорт-трек, эстафета 5000 м.

### Бронза
- Карен Путцер — горнолыжный спорт, супергигант.
- Стефания Бельмондо — лыжные гонки, 10 км.
- Кристиан Дзордзи — лыжные гонки, спринт 1,5 км.
- Барбара Фузар-Поли, Маурицио Маргальо — фигурное катание, танцы на льду.
- Лидия Треттель — сноуборд, параллельный гигантский слалом.